# Hitomi Obara
Hitomi Obara z domu Sakamoto (jap. 小原日登美 Obara Hitomi; ur. 4 stycznia 1981 w Hachinohe, zm. 18 lipca 2025) – japońska zapaśniczka startująca w kategorii do 48 kg w stylu wolnym, mistrzyni olimpijska, ośmiokrotna mistrzyni świata.
Złota medalistka olimpijska z Londynu 2012 w kategorii 48 kg.
Sześciokrotna mistrzyni świata w latach 2000–2008 w kategorii do 51 kg oraz dwukrotna mistrzyni z 2010 i 2011 roku w kategorii do 48 kg. Dwukrotna mistrzyni Azji (2000, 2005) w kategorii do 51 kg. Złoty medal na igrzyskach Wschodniej Azji w 2001. Pierwsza w Pucharze Świata w 2001, 2004 i 2012; druga w 2006 i 2011 roku.
Zmarła 18 lipca 2025.